# Grande Prêmio do Brasil de 1975
Resultados do Grande Prêmio do Brasil de Fórmula 1 realizado em Interlagos em 26 de janeiro de 1975. Segunda etapa do campeonato, nele José Carlos Pace, da Brabham-Ford, obteve sua única vitória na categoria e fez uma inédita dobradinha brasileira ao lado de Emerson Fittipaldi, da McLaren-Ford.

## Classificação da prova

### Treinos
| Pos.    | Nº | Piloto             | Construtor      | Tempo   | Dif.   |
| ------- | -- | ------------------ | --------------- | ------- | ------ |
| 1       | 17 | Jean-Pierre Jarier | Shadow-Ford     | 2:29.88 | —      |
| 2       | 1  | Emerson Fittipaldi | McLaren-Ford    | 2:30.68 | + 0.80 |
| 3       | 7  | Carlos Reutemann   | Brabham-Ford    | 2:31.00 | + 1.12 |
| 4       | 12 | Niki Lauda         | Ferrari         | 2:31.12 | + 1.24 |
| 5       | 11 | Clay Regazzoni     | Ferrari         | 2:31.22 | + 1.34 |
| 6       | 8  | José Carlos Pace   | Brabham-Ford    | 2:31.58 | + 1.70 |
| 7       | 24 | James Hunt         | Hesketh-Ford    | 2:31.70 | + 1.82 |
| 8       | 3  | Jody Scheckter     | Tyrrell-Ford    | 2:31.74 | + 1.86 |
| 9       | 4  | Patrick Depailler  | Tyrrell-Ford    | 2:32.94 | + 3.06 |
| 10      | 2  | Jochen Mass        | McLaren-Ford    | 2:33.06 | + 3.18 |
| 11      | 20 | Arturo Merzario    | Williams-Ford   | 2:33.16 | + 3.28 |
| 12      | 6  | Jacky Ickx         | Lotus-Ford      | 2:33.20 | + 3.32 |
| 13      | 18 | John Watson        | Surtees-Ford    | 2:33.23 | + 3.35 |
| 14      | 16 | Tom Pryce          | Shadow-Ford     | 2:33.24 | + 3.36 |
| 15      | 28 | Mark Donohue       | Penske-Ford     | 2:33.33 | + 3.45 |
| 16      | 5  | Ronnie Peterson    | Lotus-Ford      | 2:33.90 | + 4.02 |
| 17      | 9  | Vittorio Brambilla | March-Ford      | 2:34.44 | + 4.56 |
| 18      | 27 | Mario Andretti     | Parnelli-Ford   | 2:34.56 | + 4.68 |
| 19      | 21 | Jacques Laffite    | Williams-Ford   | 2:34.76 | + 4.88 |
| 20      | 22 | Graham Hill        | Lola-Ford       | 2:35.49 | + 5.61 |
| 21      | 30 | Wilson Fittipaldi  | Fittipaldi-Ford | 2:36.47 | + 6.59 |
| 22      | 14 | Mike Wilds         | BRM             | 2:37.15 | + 7.27 |
| 23      | 23 | Rolf Stommelen     | Lola-Ford       | 2:38.05 | + 8.17 |
| Fontes: |    |                    |                 |         |        |

### Corrida
| Pos.    | Nº | Piloto             | Construtor      | Voltas | Tempo/Diferença        | Grid | Pontos |
| ------- | -- | ------------------ | --------------- | ------ | ---------------------- | ---- | ------ |
| 1       | 8  | José Carlos Pace   | Brabham-Ford    | 40     | 1:44:41.17             | 6    | 9      |
| 2       | 1  | Emerson Fittipaldi | McLaren-Ford    | 40     | + 5.79                 | 2    | 6      |
| 3       | 2  | Jochen Mass        | McLaren-Ford    | 40     | + 26.66                | 10   | 4      |
| 4       | 11 | Clay Regazzoni     | Ferrari         | 40     | + 43.28                | 5    | 3      |
| 5       | 12 | Niki Lauda         | Ferrari         | 40     | + 1:01.88              | 4    | 2      |
| 6       | 24 | James Hunt         | Hesketh-Ford    | 40     | + 1:05.12              | 7    | 1      |
| 7       | 27 | Mario Andretti     | Parnelli-Ford   | 40     | + 1:06.81              | 18   |        |
| 8       | 7  | Carlos Reutemann   | Brabham-Ford    | 40     | + 1:39.62              | 3    |        |
| 9       | 6  | Jacky Ickx         | Lotus-Ford      | 40     | + 1:51.84              | 12   |        |
| 10      | 18 | John Watson        | Surtees-Ford    | 40     | + 2:29.60              | 13   |        |
| 11      | 21 | Jacques Laffite    | Williams-Ford   | 39     | + 1 volta              | 19   |        |
| 12      | 22 | Graham Hill        | Lola-Ford       | 39     | + 1 volta              | 20   |        |
| 13      | 30 | Wilson Fittipaldi  | Fittipaldi-Ford | 39     | + 1 volta              | 21   |        |
| 14      | 23 | Rolf Stommelen     | Lola-Ford       | 39     | + 1 volta              | 23   |        |
| 15      | 5  | Ronnie Peterson    | Lotus-Ford      | 38     | + 2 voltas             | 16   |        |
| Ret     | 17 | Jean-Pierre Jarier | Shadow-Ford     | 32     | Sistema de combustível | 1    |        |
| Ret     | 4  | Patrick Depailler  | Tyrrell-Ford    | 31     | Suspensão              | 9    |        |
| Ret     | 16 | Tom Pryce          | Shadow-Ford     | 31     | Acidente               | 14   |        |
| Ret     | 20 | Arturo Merzario    | Williams-Ford   | 24     | Sistema de combustível | 11   |        |
| Ret     | 28 | Mark Donohue       | Penske-Ford     | 22     | Direção                | 15   |        |
| Ret     | 14 | Mike Wilds         | BRM             | 22     | Pane elétrica          | 22   |        |
| Ret     | 3  | Jody Scheckter     | Tyrrell-Ford    | 18     | Vazamento de óleo      | 8    |        |
| Ret     | 9  | Vittorio Brambilla | March-Ford      | 1      | Motor                  | 17   |        |
| Fontes: |    |                    |                 |        |                        |      |        |

## Tabela do campeonato após a corrida
| Pos.    | Piloto             | Pontos |
| ------- | ------------------ | ------ |
| 1       | Emerson Fittipaldi | 15     |
| 2       | José Carlos Pace   | 9      |
| 3       | James Hunt         | 7      |
| 4       | Clay Regazzoni     | 6      |
| 5       | Carlos Reutemann   | 4      |
| Fontes: |                    |        |

| Pos.    | Construtor   | Pontos |
| ------- | ------------ | ------ |
| 1       | McLaren-Ford | 15     |
| 2       | Brabham-Ford | 13     |
| 3       | Hesketh-Ford | 7      |
| 4       | Ferrari      | 6      |
| 5       | Tyrrell-Ford | 2      |
| Fontes: |              |        |

- Nota: Somente as primeiras cinco posições estão listadas. O campeonato de 1975 foi dividido em dois blocos de sete corridas onde cada piloto descartaria um resultado. Neste ponto esclarecemos: na tabela dos construtores figurava somente o melhor colocado dentre os carros do mesmo time.